# Церковь Святого Великомученика Мины
Церковь Святого великомученика Мины — недействующий средневековый православный храм в Старой Руссе.

## История
Церковь во имя святого мученика Мины расположена в южной части Старой Руссы, вдали от центра, на пересечении Георгиевской улицы и Писательского переулка. По соседству находятся Георгиевская церковь и Дом-музей Ф. М. Достоевского. Относится к типу четырёхстолпных, одноглавых, одноапсидных храмов с подцерковьем.

### Дата строительства
Точная дата строительства храма неизвестна, так как памятник не имеет летописной датировки. Самое первое упоминание — в писцовой книге Шелонской пятины 1497/1498. Долгое время авторы, писавшие об истории Старой Руссы, указывали на древность церкви, не пытаясь установить точное время строительства. В 1885 году краевед М. И. Полянский пишет в своей книге «Иллюстрированный историко-статистический очерк города Старой Руссы и Старорусского уезда»: «… и по способу кладки стен можно заключить, что Мининская церковь самая древнейшая в г. Старая Русса». Священник В. Пылаев подтверждает: «Многие считают её древнейшею в Старой Руссе. Правда, стены её говорят о древнем происхождении, но какая из церквей самая древняя, трудно решить, пока какие-нибудь новые открытия не осветят этого вопроса. Одно можно сказать, что она существовала еще до смутного времени, и начало её теряется в глубине столетий.»
Советские историки и архитекторы также не могли точно указать дату строительства. В 1944 году ленинградский архитектор С. Е. Бровцев писал: «Церковь Мины — древнейший памятник архитектуры Руссы — очень напоминает новгородскую Нередицу и другие подобные храмы XII века. Правда, датирование церкви Мины XII века очень трудно. Вероятно, всё-таки, это более поздний памятник.» Л. Г. Дробышевский относил памятник к XIII веку. Краевед И. Н. Вязинин указывает даты «XIV век», а в более поздних изданиях — «не позднее XV века».
В послевоенном официальном Списке памятников архитектуры Новгородской области (1945—1946) церковь Мины датируется 1371 годом. В 1939 году директор Новгородских музеев А. А. Строков на основании натурного обследования отнёс время строительства храма к XV веку. И. В. Антипов, который провёл археологическое исследование кладки в 2002 году, делает вывод: «… совокупность технико-технологического, типологического и стилистического критериев даёт нам возможность датировать церковь св. Мины 1410—1430-ми гг., с большей долей вероятности можно считать, что церковь появилась во второй половине 10-х—20-х гг. XV в.». Также в результате раскопок стало известно, что каменному храму предшествовали два деревянных, которые были уничтожены пожарами. В. А. Ядрышников предполагает, что первая церковь была поставлена в Русе в конце 1370-х. После того, как её уничтожил пожар, на рубеже XIV—XV веков была срублена новая, а уже в конце 1410-х годов был сооружён каменный храм, дошедший до наших дней.

### Судьба храма
Церковь Мины была разграблена в годы шведской оккупации. Писцовая книга 1624 года сообщает: «На Мининской улице церковь каменная во имя великомученика Мины, пуста, церковное строенье поимали неметцкие люди во сто дватцать во втором году [1614]». Во второй половине 1650-х годов храм был возобновлён на средства Иверского монастыря, а в 1751 году полностью отремонтирован. Храм имел большой приход. Кроме городских домов, к нему были приписаны 15 деревень, расположенных по берегам реки Порусьи. Уменьшился приход лишь в 1832 году, когда деревни были отписаны к Духовской церкви и Косинской, а оставлено всего 5 деревень, до тех пор не образовался невдалеке от города новый Спасительский приход. Но зато в том же году к Мининскому приходу были приписаны прихожане Вознесенской и Димитриевской церквей. В 1874 году церковь была обращена в тёплую, а в 1887 году оштукатурена и побелена. Однако постепенно роль храма сокращалась, в нём осуществлялись только праздничные службы.
После революции 1917 года храм 20 лет оставался действующим. Но после ареста 12 февраля 1938 года его настоятеля протоиерея Николая Бакланова (расстрелян 6 марта 1938 года) храм был закрыт и перешёл в ведение горисполкома.
В годы Великой Отечественной войны храм сильно пострадал. В своде алтаря имелась огромная пробоина, утрата кладки и многочисленные трещины. Деревянные части были полностью утрачены.
Реставрационные работы были проведены в 1948—1949 годах: заделаны пробоины, сделана временная кровля из рубероида, восстановлен обрушенный участок конхи. Эти работы велись без исследований. Вторым этапом стал комплекс мероприятий в 1960—1962 годах под руководством Любови Шуляк. В ходе работ была починена кладка стен, конхи и портальной арки. Заменена временная кровля, заложены проёмы XIX века, восстановлен декор на фасадах. После реставрации памятник не использовался и постепенно разрушался.
В акте осмотра 1988 года техническое состояние храма было определено как неудовлетворительное, а местами — аварийное. На стенах наблюдались многочисленные трещины, были утрачены некоторые элементы, повреждена кровля. В конце 1980 — начале 1990-х годов были начаты комплексные исследования под руководством Григория Штендера, которые вскоре были остановлены.
В 1994 году Г. П. Никольская предложила два варианта реставрации: на первоначальную дату и в формах XVIII века, то есть без деревянных построек. В конце 2002 года Федеральным научно-методическим советом при Министерстве культуры РФ был утверждён второй вариант. Однако работы шли с большим трудом и были завершены лишь в 2008 году.
Проектные и реставрационные работы сопровождались археологическими раскопками. В 2007 году при прокладке инженерных коммуникаций была вскрыта часть церковного кладбища, на котором были обнаружены 43 погребения, датируемые XVI—XVIII веками.

## Архитектура

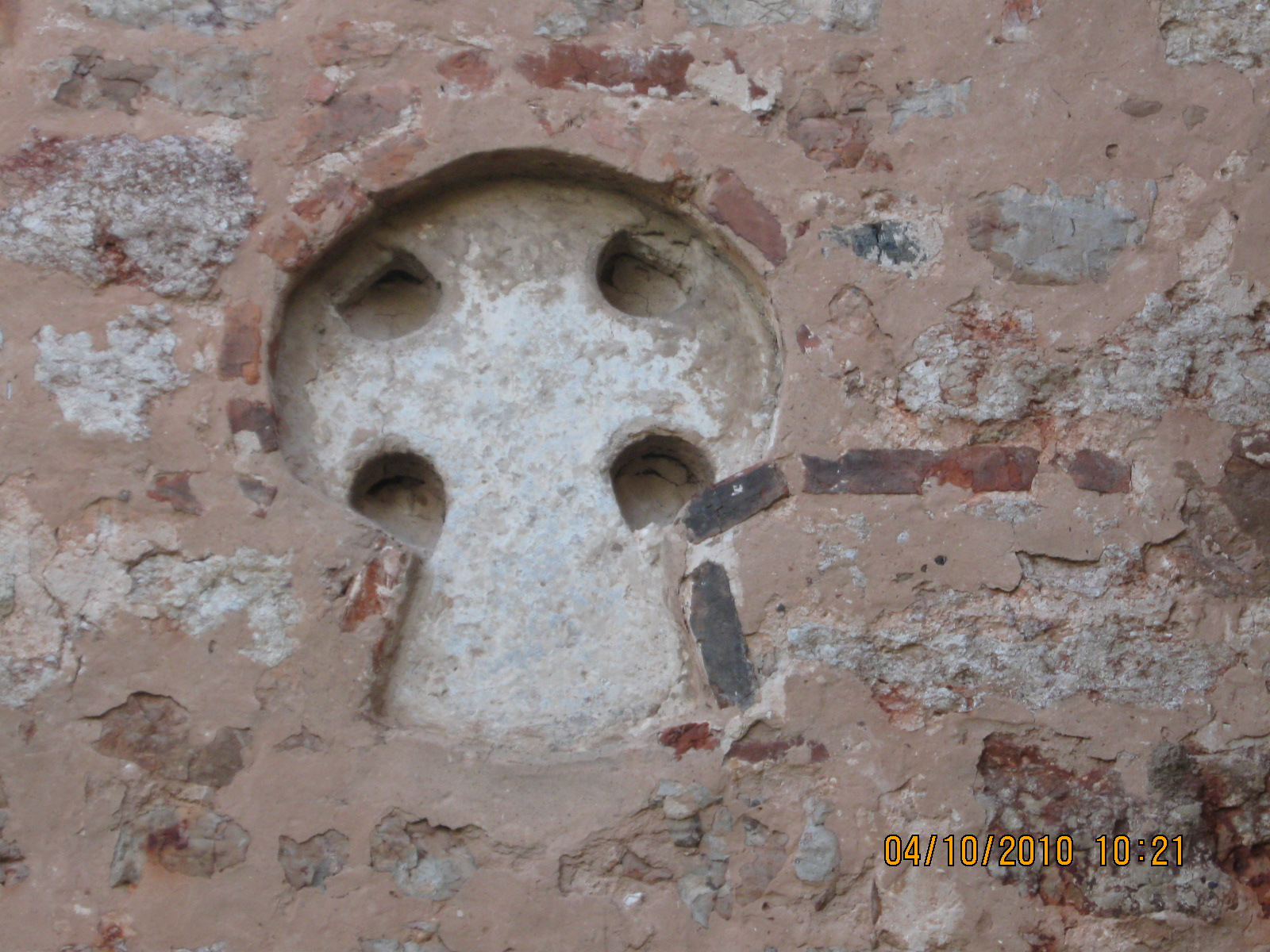
Крест на стене церкви

Храм представляет собой небольшую (8,4-8,5-8,2—8.3 без апсиды) кубическую постройку с одной сильно выдвинутой апсидой, четырьмя квадратными столбами внутри, соответствующими им узкими лопатками на фасадах, позакомарным завершением, одной главой. В западной части находятся хоры. С самого начала было устроено невысокое подцерковье (2,4 м). В церковь, располагавшуюся на втором этаже. можно было попасть по крыльцам с северной и западной сторон; в подцерковье вёл вход с севера. Постройка отличается толстыми стенами (1,2—1,3 м). Снаружи стены расчленены на 3 части лопатками, соединёнными вверху полукружиями. Сохранился декор из бегунца, поребрика и арочек. Арсида украшена аркатурой из валиков. Фундамент состоит из четырёх рядов валунов и четырёх рядов плитняка, на стыке фундамента и стен имеется цоколь шириной 30-40 см.
Окна были расположены в три яруса, однако позднее некоторые верхние проёмы были растёсаны. Они — небольшие, узкие, с прямой перемычкой, заглублены в нишу с полуциркульным завершением. Закомары декорированы фризами. На северном и западном фасадах находятся каменные вкладные кресты, которые в древности выполняли охранительную функцию.

## Колокольня
В 1874 году рядом с церковью была построена деревянная колокольня «тщанием церковного старосты Михаила Быкова». Она была решена в модном «русском стиле», имитируя старину. Документ 1910 года сообщал: «Колокольня над папертью деревянная в один ярус. Высота её от земли до карниза 5 1/2 саж., а до креста — 8 саж. Обшита тёсом и окрашена масляной зелёной краской по железу». Четыре колокола были перенесены с разобранной Вознесенской колокольни.

### Колокол из Любека
Одним из колоколов, перенесённых на колокольню, был колокол из немецкого города Любека. На нём имелась латинская надпись с датой и местом изготовления: «Albert Benninck me fecit Lubeck anno 1672» («Альберт Беннинк меня вылил в Любеке 1672 года»). Каким образом попал он в Старую Руссу — достоверно не известно. Возможно, это произошло во времена Ганзейского союза, с которым Руса имела торговые отношения наряду с Новгородом. Вероятно, кто-то из богатых местных купцов сделал щедрый подарок своему приходскому храму, и с тех времён колокол находился в городе. При инвентаризации колоколов в 1931 году он был отнесён к числу семи колоколов Старой Руссы, представляющих историческую ценность и не подлежащих изъятию Долгое время он считался утерянным в годы войны.
В августе 1941 года Старая Русса была оккупирована немецкими войсками. Колокольню церкви Мины было решено использовать в качестве смотровой площадки. При осмотре здания командир шлезвигских сапёров обнаружил колокол. Генеральное командование корпуса приняло решение переправить колокол на историческую родину и «… передать его в качестве подарка от шлезвиг-хольцштейнского корпуса, тесно связанного с его гарнизонным городом как „Ильменский колокол“, чтобы найти ему применение при восстановлении одной из древних церквей города».3 декабря 1942 года колокол доставлен по железной дороге в Любек и передан старшине гарнизона. 5 января 1943 года он размещён в вестибюле госпиталя Святого духа, 19 января — состоялась торжественная передача городу. Затем колокол был помещён на нижних хорах церкви Святой Катарины, ставшей музеем, где и хранился в течение последующих лет. Полевая газета «Feldzeitung von der Maas his die Memel» от 3 декабря 1942 года разместила статью об этой находке под названием: «Eine deutsche Glocke klang am Ilmensee». Эта газета во время наступления попала в руки бойцу Николаю Михайловичу Поликашёву, уроженцу Старой Руссы. Увидев фотографии родного города, он сохранил статью. Лишь спустя 50 лет рассказал о ней местному краеведу Нине Леонтьевне Богдановой. Так был найден след колокола. Обратившись к властям Любека, рушане получили согласие на возвращение колокола в Старую Руссу. 17 февраля в сопровождении немецкой делегации во главе с Генеральным консулом Германии в Санкт-Петербурге Ульрихом Шенингом он был перевезён в Старую Руссу. И 18 февраля 2001 года в день освобождения города от немецко-фашистских захватчиков колокол был официально передан руководству и жителям. В настоящее время колокол установлен в выставочном зале музея Северо-Западного фронта

## Святыни
- Храмовой образ святого мученика Мины в чудесах древнего письма. Риза на нём чеканной работы, серебряная, а венец с сиянием и тремя белыми камнями посеребрёный и позолоченный, весу 3,5 фунта; на чудесах риза медная, посеребрёная с позолоченными венцами. Икона утрачена, вероятно, в 1920-е годы.
- Напрестольный восьмиконечный крест посеребрёный и позолоченный на нём: по средине распятие Спасителя, по сторонам Божия Матерь и Иоанн Богослов; вверху херувим и два ангела, у подножия креста глава Адамова, литые из серебра и позолоченные со словами: К. Т. Н. И. К. А. М. Л. Р. Б. Г. Г. Г. А. На другой стороне имеется надпись: «В лето 7182(1674) года мая, в 3 день, сотворён сей крест по богословлению иверского Архимандрита Евгения, на средства соборного старца Ионы с братею».
- Евангелие, окованное на ножках издания 1657 года.

## Легенда
С церковью святого Мины связана легенда. Во время шведского нападения на Русу воины Делагарди на лошадях въехали в храм и тут же ослепли. Полководец, поражённый этим событием, послал всех слепцов в Швецию, в доказательство чудес, какие творятся в православных русских храмах.